# Équipe de république démocratique du Congo féminine des moins de 19 ans de basket-ball
Maillots
Actualités
 L'équipe nationale féminine des moins de 18 ans et des moins de 19 ans de la RD Congo est une équipe nationale de basket-ball de la RD Congo et est dirigé par la Fédération de basket-ball du Congo. Elle représente la république démocratique du Congo dans les compétitions internationales de basketball féminin des moins de 19 ans et des moins de 18 ans. 
L'équipe était auparavant connue comme l'équipe nationale féminine de basket-ball des moins de 18 ans et des moins de 19 ans du Zaïre . 